# Gerhard Brössner
Gerhard Brössner (* 1940 in Timișoara, Königreich Rumänien) ist ein österreichischer Schauspieler, der mit seiner Familie in seinem Geburtsland der Rumäniendeutschen Minderheit angehörte.

## Leben
Der schauspielerische Durchbruch gelang Brössner bereits 1957 am Deutschen Staatstheater Temeswar, wo er von 1957 bis 1962 in 27 Rollen auftrat. Zu seinen Lieblingsrollen gehörten die Rolle des Andrej in Rosows „Glück auf den Weg“, des Kosinsky in Schillers „Die Räuber“ und die des Figaro in Beaumarchais „Figaros Hochzeit“. Außerdem spielte er am Deutschen Staatstheater Temeswar die Rolle des Herrn Sperling in Kotzebues „Die deutschen Kleinstädter“, in Shakespeares „Othello“, im Lustspiel „Geschichte einer jungen Ehe“ von Jewgenij Schwarz, die Rolle des Mack in Remarques Drama „Die letzte Station“, in Brechts „Puntilla und sein Knecht Matti“ oder „Mutter Courage und ihre Kinder“.
Brössner studierte an der Universität in Bukarest Schauspiel und übersiedelte im Jahre 1964 mit seinen Eltern nach Österreich. Bald folgten erste Engagements in kleinen Wiener Theatern. Nach einem dreijährigen Engagement am Stadttheater Baden wurde Loop er 1968 vom damaligen Schauspielleiter und späteren Intendanten Alfred Stögmüller nach Linz geholt, wo er 36 Jahre am Linzer Landestheater als Schauspieler tätig war.
Brössner ist seitdem Linz treu geblieben und widerstand zahlreichen Abwerbungsversuchen (Zitat Laudatio Landeshauptmann Josef Pühringer). Er übernahm neben seiner Tätigkeit als Schauspieler auch 20 Jahre lang die Leitung der Jugendtheaterabteilung des Linzer Landestheaters. Seit Anbeginn des LIVA-Theatersommers in Schloss Tillysburg war er dabei, dessen künstlerischer Leiter er von 1998 bis 2004 war, sowie auch immer wieder bei Stücken im Rosengarten am Linzer Pöstlingberg zusammen mit Christiane Rücker und Klaus von Pervulesko in „Die Nacht in der Rue de L'Amour“, in der Doppelrolle Chandebise/Poche in „Der Floh im Ohr“ von Georges Feydeau u. a.
Der Schauspieler spielte in rund 200 sowohl ernsten als auch heiteren Rollen. Seine Paraderolle, der einaktige Monolog in Patrick Süskinds Der Kontrabass, hat er über 120 mal gespielt, teils in den Kammerspielen des Linzer Landestheaters, teils im Theater Ursulinenhof.
Brössner ist nach wie vor im Rahmen von Sonderengagements tätig. Er begeisterte sein Publikum u. a. als Weinberl in Johann Nestroys „Einen Jux will er sich machen“, als Herr Lips in „Der Zerrissene“, Valentin in „Der Verschwender“ von Ferdinand Raimund, John Gabriel Borkmann im gleichnamigen Stück von Henrik Ibsen, Clausen in „Vor Sonnenuntergang“ von Gerhart Hauptmann, Dario Fos „Johann vom Po entdeckt Amerika“ u. v. a. Am TLT in Innsbruck spielte er in der Spielzeit 2011/12 den Grafen Wallenstein in Fritz von Herzmanosky's „Prinz Hamlet, der Osterhase oder Sellawie“. 2013 spielte er an der Welsh National Opera in Cardiff (UK)in der Oper „Wagner Dream“ von Jonathan Harvey an der Seite von Karin Giegerich die Sprechrolle des Wagner. Brössner spielte 2013 bei den Festspielen Berndorf (Niederösterreich) in dem Stück „RESET - Alles auf Anfang!“ von Roman Frankl und Michael Niavarani die Rolle des Manfred Klapsch, 2015 bei den Sommerspielen auf Schloss Sitzenberg (NÖ) in Franz Molnárs „Spiel im Schloss“. In der Spielzeit 2016/17 im Musiktheater Linz, die Rolle Kaiser im „Weißen Rössl“ von R. Benatzky.

## Hörspiele (Auswahl)
- 1969: Paul Verhoeven, Toni Impekoven: Das kleine Hofkonzert – Regie: Ferry Bauer (Hörspielbearbeitung – ORF Oberösterreich)
- 1972: Bertolt Brecht: Der verwundete Sokrates – Regie: Ferry Bauer (Hörspielbearbeitung – ORF Oberösterreich)
- 1974: Oskar Zemme: Besuch aus Siebenbürgen (Genosse) – Regie: Ferry Bauer (Kurzhörspiel – SFB/ORF)
- 1981: Ephraim Kishon: Der Blaumilchkanal – Regie: Ferry Bauer (Original-Hörspiel – ORF Oberösterreich)

## Auszeichnungen
- 1987: Kulturmedaille der Stadt Linz
- 2005: Kulturmedaille des Landes Oberösterreich aus der Hand des Landeshauptmanns Josef Pühringer